# Dabèsma
Dabèsma är en ort i Burkina Faso.   Den ligger i regionen Est, i den centrala delen av landet, 150 km öster om huvudstaden Ouagadougou. Dabèsma ligger 290 meter över havet och antalet invånare är 1 068.
Terrängen runt Dabèsma är platt. Runt Dabèsma är det ganska tätbefolkat, med 60 invånare per kvadratkilometer.. Närmaste större samhälle är Kangaye, 9,9 km norr om Dabèsma.
Trakten runt Dabèsma består i huvudsak av gräsmarker.